# Calexico
Calexico — американская инди-рок-группа из Тусона, штат Аризона, основанная в 1996 году. Два основных участника группы, Джоуи Бернс и Джон Конвертино, впервые выступили вместе в Лос-Анджелесе в составе группы Giant Sand. Они записали ряд альбомов на Quarterstick Records и City Slang, а их EP 2005 года In the Reins, записанный с Iron & Wine, попал в чарты альбомов Billboard 200. Их музыкальный стиль находится под влиянием традиционных латиноамериканских звуков мариачи, конхунто, кумбии и техано, смешанных с кантри, джазом и построком.
Группа названа в честь приграничного города Калексико, штат Калифорния, и была описана некоторыми как «desert noir» (с англ. — «пустынный нуар»).

## Дискография
Смотри статью «Дискография Calexico» в англ. разделе.
- Spoke (1996)
- The Black Light (1998)
- Hot Rail (2000)
- Feast of Wire (2003, reissued 2023)
- Garden Ruin (2006)
- Carried to Dust (2008)
- Algiers (2012)
- Edge of the Sun (2015)
- The Thread That Keeps Us (2018)
- Years to Burn (совместно с Iron & Wine) (2019)[6]
- Seasonal Shift (2020)
- El Mirador (2022)[7]